# Modist
Modist kallas de hattmakare som tillverkar damhattar.
Modist är en yrkesutbildad person som har skolning inom design, sömnad och montering av hattar, särskilt damhattar, och andra huvudbonader. Modister kan också sälja hattar. Ordet 'modist' kommer från franska 'modiste', och är avlett från 'mode.
Modist var förr ett relativt vanligt konfektionsarbete, både vad gäller design och hantverk. Hatten är historiskt sett ett viktigt uttryck för mode och stil men yrket har försvunnit i och med att hattarna blivit ovanligare i allmänna sammanhang.
Före cirka 1850 kallades de som handlade med modetillbehör och tillverkade modeartiklar för modister.

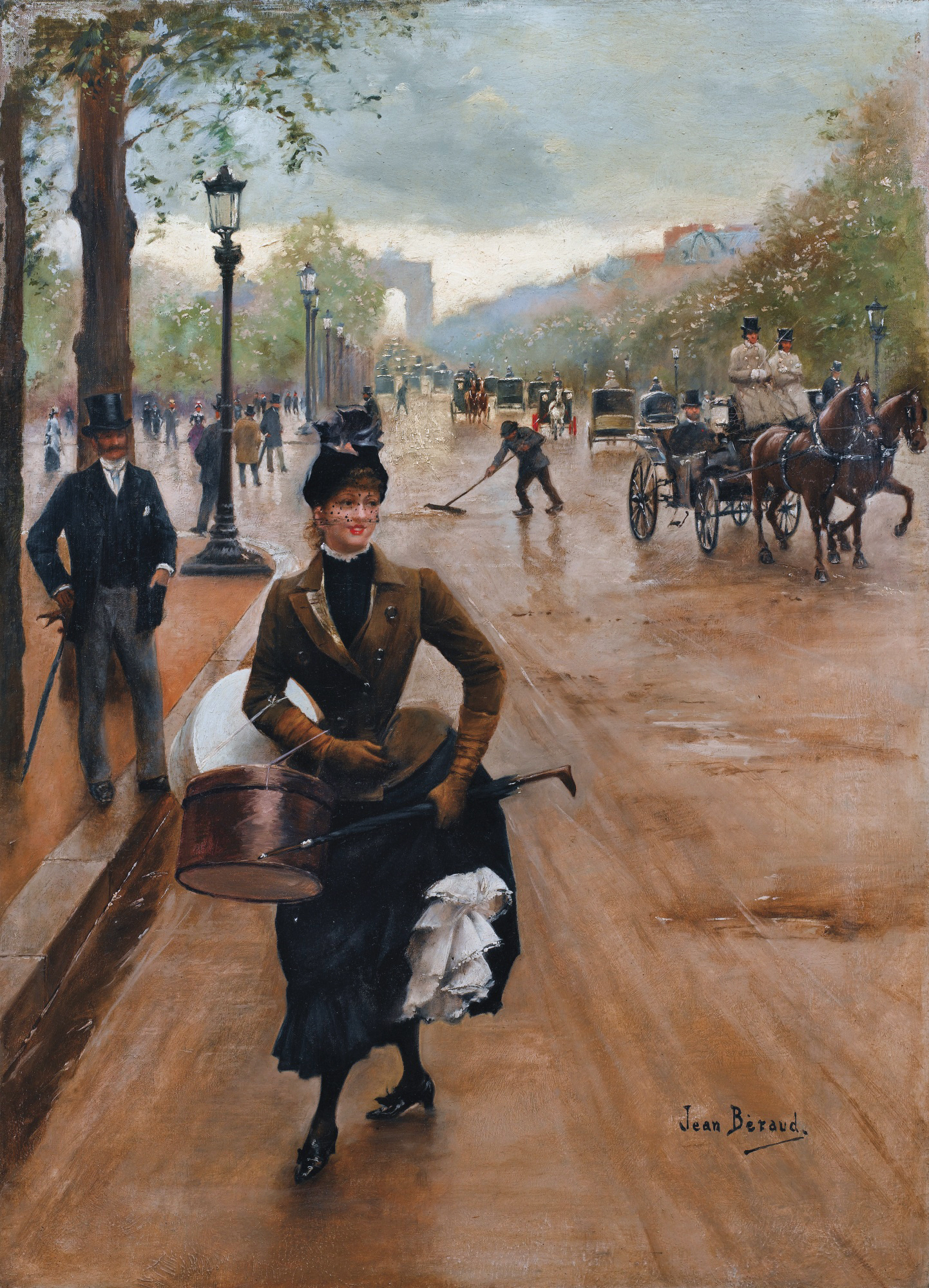
La Modiste Sur Les Champs Elysees. Målning från 1880-talet av Jean Béraud.